# Sheykh Shamzīn
Sheykh Shamzīn (persiska: شِيخ شَمزين, شیخ شمزین) är en ort i Iran.   Den ligger i provinsen Västazarbaijan, i den nordvästra delen av landet, 600 km väster om huvudstaden Teheran. Sheykh Shamzīn ligger 1 652 meter över havet och antalet invånare är 413.
Terrängen runt Sheykh Shamzīn är kuperad åt nordost, men åt sydväst är den bergig. Runt Sheykh Shamzīn är det ganska tätbefolkat, med 185 invånare per kvadratkilometer. Närmaste större samhälle är Silvana, 11,9 km söder om Sheykh Shamzīn. Trakten runt Sheykh Shamzīn består i huvudsak av gräsmarker.